# John Miers

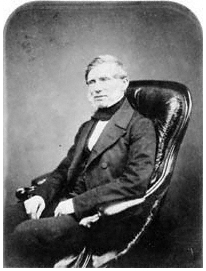
John Miers 1855

Titelblatt von Miers: Travels in Chile and La Plata

John Miers (* 25. August 1789 in London; † 17. Oktober 1879 ebenda) war ein britischer Botaniker und Bauingenieur. Sein offizielles botanisches Autorenkürzel lautet „Miers“.

## Leben
Miers war Sohn eines ursprünglich aus Yorkshire stammenden Juweliers. Bereits als Jugendlicher arbeitete er mit im väterlichen Geschäft, seine spärliche Freizeit verbrachte er mit den Wissenschaften und erwarb sich so Kenntnisse vor allem in Mineralogie und Chemie. Seine erste Arbeit (über Stickstoff) veröffentlichte er 1814 in den Annals of Philosophy.
1818 heiratete er. Seine Ehefrau war rund 7 Jahre jünger als er und hieß mit Vornamen Annie (oder Queenie, ihr Vorname ist nicht völlig gesichert). Unmittelbar darauf wurde er wegen seiner mineralogischen Kenntnisse von Thomas Cochrane, 10. Earl of Dundonald zu einer geschäftlichen Unternehmung nach Chile eingeladen, dort sollte er helfen, die mineralischen Rohstoffe des Landes, insbesondere Kupfer, zu erkunden und zu erschließen. Im Mai 1819 trat Miers, gemeinsam mit seiner Frau und mit notwendigem schwerem Gerät ausgerüstet, die Reise an. Nachdem er bis Buenos Aires gesegelt war, reiste er über die Pampas und die Kordilleren ins Minengebiet, seine Frau erkrankte während der Reise schwer am Kindbettfieber. Vor Ort entschied sich Miers dann gegen eine geschäftliche Beteiligung, weil er die Förderung für unprofitabel hielt. Diese Entscheidung sollte sich als eine Fehlentscheidung herausstellen, bereits wenige Jahrzehnte später deckte chilenisches Kupfer große Teile des Weltmarktes ab.
Stattdessen wandte sich Miers der örtlichen Flora zu, die zu dieser Zeit noch kaum erforscht war. 1825 kehrte er nach London zurück, im Gepäck sein Werk „Travels in Chile and La Plata“. Dessen Erscheinen in zwei Bänden 1826 machte ihn mit einem Schlag zur führenden Autorität zur Geographie und Kultur der Region.
Ende der zwanziger Jahre erhielt Miers von der argentinischen Regierung den Auftrag, die Münzprägeanstalt in Buenos Aires mit Maschinen zu beliefern und diese zu montieren. Um seine Familie zu sich zu holen, durchquerte er den Kontinent zweimal und sammelte währenddessen intensiv vor allem in der Pampas. Um 1831 zerschlugen sich diese Unternehmungen jedoch aufgrund der politischen Instabilität und Miers zog nach Rio de Janeiro, wo ihm ein ähnlicher Vertrag von der brasilianischen Regierung angeboten worden war. Auch hier sammelte er zahlreiche Pflanzen, ungeachtet beruflich wohl schwieriger Umstände.
1838 zog Miers sich dann aus dem Geschäftsleben zurück und verließ Südamerika in Richtung London, wo er sich ganz der Bearbeitung seiner Sammlung widmete, die mittlerweile über 25.000 Stücke umfasste. Er veröffentlichte intensiv in Magazinen, zahlreiche seiner Veröffentlichungen erschienen ein zweites Mal gesammelt in Buchform, versehen mit Lithographien aus eigener Hand. Im Jahr 1853 wurde er zum Mitglied der Leopoldina gewählt.
Fast 90 Jahre alt, starb Miers am 17. Oktober 1879 in seinem Haus in Kensington. Er hatte eine Tochter und zwei Söhne, einer von ihnen trat in seine Fußstapfen als Bauingenieur in Südamerika, einer seiner Enkel war Henry Alexander Miers, Professor für Mineralogie in Oxford.

## Rezeption
Als sein wichtigstes Werk gilt der dritte Band seiner Contributions to the Botany of South America, eine Monografie über die Familie der Menispermaceae.
Miers zahlreiche Veröffentlichungen als Pionier einer noch wenig bekannten Flora machten ihn ungeachtet seiner autodidaktischen Ausbildung zu einer respektierten Gestalt der Wissenschaft seiner Zeit. Er war Mitglied zahlreicher wissenschaftlicher Gesellschaften, in der Botanical Society of London bekleidete er über ein Jahrzehnt die Position des Vizepräsidenten.
Viele von Miers’ Arbeiten leiden allerdings unter seinen deutlichen taxonomischen Schwächen. Allen spricht in diesem Zusammenhang von Miers „poor judgement as a classifier“ und führt die zahlreichen, heute nicht mehr anerkannten Taxa seiner Beschreibungen an. Dessen ungeachtet ist sein Werk bis heute von Bedeutung geblieben, noch immer werden auch zahlreiche seiner Beschreibungen bis heute anerkannt. Maas et al. würdigen insbesondere seine Sammlungen und Studien mykotropher Pflanzen.

## Ehrungen
Ihm zu Ehren wurden drei Gattungen benannt: Miersiella Urb. aus der Familie der Burmanniaceae, Miersia Lindl. aus der Familie der Amaryllisgewächse (Amaryllidaceae) und Miersiophyton Engl. aus der Familie der Mondsamengewächse (Menispermaceae). Darüber hinaus ist er Namensgeber für das Miers Bluff, einer Landspitze auf der zu den Südlichen Shetlandinseln gehörenden Livingston-Insel, und möglicherweise auch für den Meier Point, einer Landspitze auf der zu den Südlichen Orkneyinseln gehörenden Coronation-Insel.

## Werke
- Travels in Chile and La Plata, 2 Bände, 1826
- Illustrations of South American Botany, 2 Bände, 1850–57
- Contributions to the Botany of South America, 3 Bände, 1867–71